# Gambone Peak
Der Gambone Peak ist ein 1620 m hoher Berg, der zu den Bowers Mountains im nördlichen Viktorialand gehört. Er ragt dort 11 km südwestlich des Coronet Peak am Zusammenfluss des Leap Year Glacier und des Black-Gletschers auf.
Der United States Geological Survey kartierte ihn anhand eigener Vermessungen und mithilfe von Luftaufnahmen der United States Navy zwischen 1960 und 1964. Das Advisory Committee on Antarctic Names benannte ihn 1970 nach Leutnant Joseph C. Gambone (* 1934), Einsatzassistent im Kommandostab der Unterstützungseinheiten der US-Navy in Antarktika in den Jahren 1967 und 1968.